# AudioMovie
AudioMovie®（オーディオムービー）は、株式会社 TBSラジオ (TBS RADIO,Inc.)が、2019年11月に立ち上げた、高品質オーディオドラマのブランド。
認知科学に基づき、誰でもが音を聴いて直感的に想像と結びつくようなサウンドデザインを実践。物語の“主人公”が耳にする声や音、その意識を直感的で感覚的にリスナーが受け止めることで没入感を促進し、“主人公”と意識の同調同感がなされる体験を音声コンテンツで提供。

## 作品一覧
- THE GUILTY / ギルティ by AudioMovie®（2019年11月　株式会社ファントム・フィルムとの共同製作）
- 半沢直樹 - 敗れし者の物語 by AudioMovie®（2020年2月　ＴＢＳ日曜劇場『半沢直樹』スピンオフ）
- つけびの村 by AudioMovie®（2020年10月　原案： 高橋ユキ著「つけびの村 噂が5人を殺したのか？」晶文社）
- 令和版・夜のミステリー by AudioMovie® (2020年12月・2023年3月（新規エピ）　伝説的なTBSラジオ「夜のミステリー（昭和51年(1976年)～）」復活シリーズ　脚本・監督：三宅隆太　「JAPAN PODCAST AWARDS 2020」授賞)
- 禁断の告解室 by AudioMovie®[18禁]（2021年2月　株式会社TBSテレビ ドラマとの共同製作　オリジナル・ピンクフィクション）
- 偉人伝 by 川口技研 [AudioMovie® ]（2021年3月　初の企業カスタマイズ作品）
- 白村颯太に好かれたい by AudioMovie®（2021年4月　白村颯太には竜星涼、ヒロインに尾崎由香・平祐奈・富山えり子・剛力彩芽の豪華キャスト。初のじわキュン恋愛作品）
- Call Me Not by AudioMovie®（2022年3月　日本を舞台にしたドラマだが、作中の言語は全て英語）
- おばあちゃんの旅 by AudioMovie®（2023年3月　新潮社との共同企画　原作は松尾由美によるこの企画の為の書き下ろし）